# Отчаянные домохозяйки (сезон 6)
«Отчаянные домохозяйки» (англ. Desperate Housewives) — американская телевизионная трагикомедия, повествующая о жизни нескольких подруг из фешенебельного пригорода. Сериал, производством которого занимается «ABC Studios», стартовал в США в 2004 году. 
Шестой сезон вышел на экраны США 27 сентября 2009 года. В этом сезоне шоу, нас в очередной раз ожидает встреча с новыми соседями — семьёй Болен: мать Энджи, отец Ник и сын Дэнни. Не успевают они распаковать вещи, как происходит трагедия — кто-то пытается задушить Джули, и подозрение падает на Дэнни.

## Слоганы
- «Never Underestimate A Housewife»

## Сюжет
Кажется, Вистерия-Лэйн никогда не станет тихим американским пригородом! Страсти всё накаляются, и новые проблемы и заботы занимают умы жителей улицы!
Поняв, что они теряют, Сьюзан и Майк вновь сходятся и назначают скорую свадьбу, а Кэтрин строит планы по возвращению любимого. Бри продолжает тайный роман с Карлом, ожидая развода с Орсоном. Линетт кажется, что она не способна полюбить своих будущих малышей. Да уж, быть матерью близнецов в 40 с лишним — нелёгкая задача, если учесть, что твой муж — студент, а ты единственный кормилец семьи.
Габи пытается найти общий язык с племянницей Карлоса Анной (Майра Уолш), которая переехала к ним жить и всё время норовит тайком улизнуть на вечеринку или свидание! Да ещё вдруг Ана устраивается работать официанткой в ресторан Джона Роулэнда. Тут же на горизонте забрезжил роман. Так некстати, если учесть, что Габи, кажется, сама всё ещё неровно дышит к Джону.
Ну и конечно, новые соседи — семейство Болен: отец Ник (Джеффри Нординг), мать Энджи (Дреа Де Маттео) и сын-подросток Дэнни (Бо Мирчов) Не успели они освоиться на новом месте, как вокруг них поднимается шумиха: на Джули нападает неизвестный. Первый подозреваемый — Дэнни, который неравнодушен к Джули. До нападения девушка думает, что, возможно, беременна. Полиции кажется странным, что Дэнни не может ничего вспомнить о ночи нападения и попросил Анну Солис подтвердить, что они были на свидании.

## Актёрский состав

### Основной актёрский состав
- Тери Хэтчер — Сьюзан Дельфино
- Фелисити Хаффман — Линетт Скаво
- Марсия Кросс — Бри Ходж
- Ева Лонгория — Габриэль Солис
- Дана Дилейни — Кэтрин Мэйфер
- Бренда Стронг — Мэри Элис Янг
- Дреа де Маттео — Энджи Болен
- Рикардо Антонио Чавира — Карлос Солис
- Даг Сэвант — Том Скаво
- Джеймс Дентон — Майк Дельфино
- Кайл Маклахлен — Орсон Ходж
- Майара Уолш — Ана Солис

Также снимались:
- Кэтрин Джустен — Карен Маккласки
- Джеффри Нордлинг — Ник Болен
- Бо Мирчофф — Дэнни Болен
- Андреа Боуэн — Джули Майер
- Чарли Карвер — Портер Скаво
- Джошуа Логан Мур — Паркер Скаво
- Кендалл Эпплгейт — Пенни Скаво
- Мэйсон Вэйл Коттон — Эм-Джей Дельфино
- Медисон Де Ла Гарза — Хуанита Солис

### Приглашённые актёры
- Джош Цукерман — Эдди Орлофски
- Ричард Бёрджи — Карл Майер
- Сэмюэль Пэйдж — Сэм Аллен
- Джон Барроуман — Патрик Логан
- Джули Бенц — Робин Галлахер
- Шон Пайфром — Эндрю Ван де Камп
- Макc Карвер — Престон Скаво
- Так Уоткинс — Боб Хантер
- Кевин Рам — Ли Макдермотт
- Орсон Бин — Рой Бендер
- Даниэлла Бальтодано — Селия Солис
- Джесси Меткалф — Джон Роуленд
- Минди Стерлинг — Митси Кински
- Джейн Ливз — доктор Грэм
- Хелена Мэттсон — Ирина Корсакова
- Линдси Фонсека — Дилан Мэйфер
- Джой Лорен — Даниэль Катц
- Дайан Фарр — Барбара Орлофски
- Брент Кинсман — Престон Скаво в детстве
- Шейн Кинсман — Портер Скаво в детстве
- Зейн Хуэтт — Паркер Скаво в детстве
- Марк Мозес — Пол Янг (камео, в титрах не указан)

Специально приглашённые звёзды:
- Кэти Наджими — Дэнис Лапера
- Дэн Кастелланета — Джефф Бикс
- Кэролайн Аарон — Дафна Бикс
- Хайди Клум и Полина Поризкова — в роли самих себя

## Эпизоды
| № общий | № в сезоне | Название                                                                        | Режиссёр       | Автор сценария                   | Дата премьеры    | Зрители в США (млн) |
| --- | ---------- | ------------------------------------------------------------------------------- | -------------- | -------------------------------- | ---------------- | ------------------- |
| 112 | 1          | «Nice Is Different Than Good» «„Милая“ не значит „хорошая“»                     | Ларри Шоу      | Марк Черри                       | 27 сентября 2009 | 13,64               |
| Действие сезона начинается с венчания в церкви. Майк женился на Сьюзен. А Кэтрин чуть не сорвала венчание. Постепенно добавляются флешбэки, описывающие события прошлых месяцев. На Вистериа Лейн поселилась новая семья Болен: Ник, Энджи и их сын Дэнни. Джули вернулась в родительский дом. Линетт посетила врача и очень сильно испугала беременную женщину своим жизненным опытом. На Джули совершено нападение... |            |                                                                                 |                |                                  |                  |                     |
| 113 | 2          | «Being Alive» «Выжить»                                                          | Дэвид Гроссман | Мэтт Берри                       | 4 октября 2009   | 14,64               |
| Миссис МакЛаски прогуливалась со своим возлюбленным Роем и увидела тело Джули. Девушка попадает в больницу. Она жива, но находится в коме. Линетт делает неожиданное признание о возможной беременности Джули и рассказывает Сьюзен о своем положении. Придя на несколько секунд в сознание, Джули видит, как Карл и Бри целуются. Габи кажется подозрительным, что Дэнни, который не помнит, где был в вечер нападения, просит Анну подтвердить, что они ходили на свидание. |            |                                                                                 |                |                                  |                  |                     |
| 114 | 3          | «Never Judge a Lady by Her Lover» «Не судите о даме по её возлюбленному»        | Эндрю Дорфер   | Боб Дейли                        | 11 октября 2009  | 13,42               |
| Сьюзан в расстроенных чувствах из-за того, что полиция отпустила Дэнни. Она настраивает всех соседей против Боленов. Семейство Солис отправляется в ресторан, где они встречают Джона Роулэнда — владельца. Анна устраивается туда официанткой, а Джон приходит в офис Карлоса, чтобы спросить разрешения. Между тем Карлосу кажется, что Габи всё ещё неравнодушна к Джону, и, вероятно, эти подозрения небеспочвенны. Линетт и Том говорят детям о том, что в семье скоро будет прибавление. Младшие Скаво не проявляют особого энтузиазма по этому поводу. Бри начинает ревновать, когда встречает Карла на званном вечере в сопровождении молодой женщины. Сьюзан чуть было не совершает роковую ошибку, желая доказать вину Дэнни… |            |                                                                                 |                |                                  |                  |                     |
| 115 | 4          | «The God-Why-Don't-You-Love-Me Blues» «Блюз „господи-почему-ты-меня-не-любишь“» | Дэвид Уорен    | Александра Каннингем             | 18 октября 2009  | 13,68               |
| Пока Кэтрин осознаёт, чего ей стоило потерять Майка, Бри находит себе помощника. Габриэль начинает ревновать Джона к своей племяннице, когда та приступает к работе в его ресторане. Том и все окружающие приходят в неописуемый восторг, когда на третьем триместре грудь Линетт сильно увеличивается, а Сьюзан тем временем узнаёт, что у Джули были свои секреты. Энджи платит Портеру, чтобы тот устроил вечеринку для Дэнни. |            |                                                                                 |                |                                  |                  |                     |
| 116 | 5          | «Everybody Ought to Have a Maid» «У каждого должна быть горничная»              | Ларри Шоу      | Джеми Горенберг                  | 25 октября 2009  | 14,18               |
| Мать одной из подруг Хуаниты называет Габриэль плохой матерью. Бри сталкивается с осуждением измены, когда ловит взгляд горничной в мотеле, где она встречается с Карлом. Линетт недоумевает: почему Рой, которого она наняла по просьбе миссис МакЛаски для выполнения ремонтных дел по дому, советуется только с Томом? Война между Кэтрин и Сьюзан продолжается, а Энджи и Ник в отчаянии от мысли, что им вновь придётся сбежать. |            |                                                                                 |                |                                  |                  |                     |
| 117 | 6          | «Don't Walk on the Grass» «По газонам не ходить»                                | Дэвид Гроссман | Марко Пиннетти                   | 1 ноября 2009    | 14,08               |
| Бри понимает, что влюбилась в Карла и решает прекратить их встречи, и тогда Карл делает ей предложение. Хуанита произносит плохое слово прямо во время школьного спектакля, и у Габриэль происходит ссора с директором, из-за чего Солисам приходится искать новую школу для дочери. Линетт узнаёт, что Том сжульничал на экзамене. Кэтрин пытается притвориться подругой Сьюзан, чтобы подобраться к Майку, а Энджи явно скрывает от соседей правду о своей матери… |            |                                                                                 |                |                                  |                  |                     |
| 118 | 7          | «Careful the Things You Say» «Думай, о чем говоришь»                            | Бетани Руни    | Питер Лефкурт                    | 8 ноября 2009    | 13,80               |
| Сьюзан уверена: в нападении на Джули виновна Кэтрин. Она обращается в полицию, где дело берёт детектив Дениз Лапера — бывшая одноклассница Сьюзан, которую женщина не узнаёт. У детектива есть свои счёты со Сьюзан. Линетт узнает о том, что Джули встречалась с Ником Боленом. Это открытие приводит женщину к новой теории о том, кто же напал на Джули. На ужине у Боленов Ник предлагает Бри нанять Энджи в качестве помощницы. Тем временем Габриэль узнаёт, что её домработница — бывшая учёная, и назначает женщину репетитором Хуаниты. |            |                                                                                 |                |                                  |                  |                     |
| 119 | 8          | «The Coffee Cup» «Кофейная чашка»                                               | Ларри Шоу      | Дэйв Флиботт                     | 15 ноября 2009   | 14,72               |
| Кэтрин злорадствует из-за того, что отправила Сьюзан на исправительные работы, однако немного погодя сама оказывается там же. Сьюзан узнает о рекорде, который поставили Майк и Кэтрин, и пытается его побить. Линетт намеревается скрыть свою беременность от Карлоса до открытия филиала во Флориде, однако Габриэль узнает всё намного раньше и рушит планы Линетт. Джули получает от ворот поворот от Энджи, с которой пытается заговорить. В этот же вечер на официантку кафе совершается нападение. Орсон признается Энджи, что подозревает Бри в измене. А Энджи спасает Бри и Карла от раскрытия их романа. И снова Бри оказывается перед выбором: Карл или Орсон? |            |                                                                                 |                |                                  |                  |                     |
| 120 | 9          | «Would I Think of Suicide?» «Кому бы могло прийти в голову самоубийство?»       | Кен Уиттингем  | Джейсон Ганзэль                  | 29 ноября 2009   | 12,78               |
| После очередного нападения, закончившегося убийством девушки, Ник понимает, что может стать главным подозреваемым. В дружбе Сьюзан и Бри наступают нелёгкие времена после того, как Сьюзан узнаёт о романе подруги с Карлом. У Линетт и Габриэль появляются трения из-за скрываемой беременности Линетт. Между тем Кэтрин пытается соблазнить Майка и получает отказ, и тогда женщина решается на радикальные меры… |            |                                                                                 |                |                                  |                  |                     |
| 121 | 10         | «Boom Crunch» «Удар»                                                            | Дэвид Гроссман | Джон Парди и Джоуи Мёрфи         | 6 декабря 2009   | 14,86               |
| Кэтрин на носилках, обвиняет Майка в случившемся. Бри говорит с Орсоном о разводе. Сьюзан пытается убедить Кэтрин, что Майк не причастен к её ранению, и вызывает Дилан. Мы узнаем, что Кэтрин долгое время обманывала свою дочь, рассказывая ей про свою счастливую жизнь с Майком. Том бросает занятия, так как Линетт теряет работу. Она пытается извиниться перед Габи, но все заканчивается потасовкой на ежегодном праздничном фестивале. Тем временем Карл признается Бри, что он затеял в качестве сюрприза. Орсон узнает о связи Карла и Бри. Все трое оказываются в домике, выясняя отношения. Дэнни рассказывает правду о своей семье Моне, которая просит за молчание 67 тысяч. Однако в этот самый момент самолёт с сюрпризом падает на Вистерия Лэйн из-за сердечного приступа пилота, сметая всех и вся на своем пути… |            |                                                                                 |                |                                  |                  |                     |
| 122 | 11         | «If...» «Если бы…»                                                              | Ларри Шоу      | Джеми Горенберг                  | 3 января 2010    | 15,35               |
| Многие жители Вистерия-Лейн оказываются в больнице после крушения самолёта. Не всем суждено пережить эту трагедию, а остальным же представляется их жизнь в ближайшие годы: как всё могло бы повернуться в будущем? Сьюзан представила, какой бы она была, если бы согласилась простить Карла десять лет назад. Бри приснилось, что, если бы Карл не погиб и они поженились, он бы не изменился и изменял ей, но Орсон будет любить её всегда. Энджи Болен думала: если Мона Кларк выживет, то ей грозит пожизненное лишение свободы. Линетт представила, как сложится жизнь её ребёнка, если он родится инвалидом. |            |                                                                                 |                |                                  |                  |                     |
| 123 | 12         | «You Gotta Get a Gimmick» «Надо только придумать хитрость»                      | Дэвид Гроссман | Джо Кинан                        | 10 января 2010   | 14,03               |
| Сьюзан узнаёт, что Карл Майер оставил ей свою долю выгодного бизнеса — стриптиз-клуба. От одной стриптизерши она узнаёт, что Майк часто посещает этот клуб, и находит способ его отвадить. Солисы благодарны Линетт за спасение своей младшей дочери Селии. Карлос даёт Линетт декретный отпуск, а на её место заступает Том. Линетт не хочет обсуждать смерть одного из своих нерождённых близнецов. Бри, терзаемая муками совести, берёт Орсона, ставшего инвалидом, на своё попечение. Джули помогает Анне и Дэнни сблизится. Хуанита Солис при поступлении в частную школу узнаёт, что она мексиканка. Габи не хочет, чтобы она училась в мексиканской школе. |            |                                                                                 |                |                                  |                  |                     |
| 124 | 13         | «How About a Friendly Shrink?» «Как насчет симпатичного психотерапевта?»        | Лонни Прайс    | Джейсон Ганзэль                  | 17 января 2010   | 11,32               |
| На званом ужине Боб и Ли рассказывают про семейного психолога и дневник чувств Тому и Линетт. Том тоже решает записаться к этому психологу и вести дневник. Линетт соглашается ходить с ним вместе к психологу. Кэтрин навещает миссис МакЛаски. Она приводит Линетт, Бри, Габи и Сьюзан для того, чтобы они простили Кэтрин и помирились. Орсон становится домашним тираном и отказывается мыться. Он сказал своему доктору, что Бри морит его голодом и избивает. Бри насильно его моет на газоне из шланга, а Орсон ставит ей в вину то, что он стал полностью зависимым от других. Сьюзан намекает Габи, что в классе по математике ученики делятся на трёх животных и самые продвинутые «Жирафы», где учится Эм-Джей, а самые отсталые «Леопарды», где учится Хуанита. Габи узнаёт, что всё наоборот, и Сьюзан беспокоится, что Эм-Джей отсталый. Энджи не хочет, чтобы Анна встречалась с Дэнни. |            |                                                                                 |                |                                  |                  |                     |
| 125 | 14         | «The Glamorous Life» «Красивая жизнь»                                           | Бетани Руни    | Дэйв Флиботт                     | 31 января 2010   | 11,44               |
| Орсон подумывает о самоубийстве и пытается раздать свои вещи. Бри его останавливает от попытки утопиться в бассейне, и они мирятся. Энджи старается пристыдить соседку миссис Кински за то, что та не сортирует мусор. Ник говорит: если она будет так агрессивна к тем, кто не думает о защите природы, их могут выследить. Анна и Дэнни встречаются. Габи боится, что они могут вступить в интимную близость, и покупает им презервативов. Габи предлагает Анне сделку, но та её нарушает. Карлос злится и угрожает Дэнни. Энджи это видит и в ответ угрожает Карлосу. Когда Габи и Карлос приходят к Боленам, чтобы извиниться, они нечаянно слышат их разговор и всерьёз обеспокоены. Сьюзан продает свою долю стриптиз-клуба и вдохновляет стриптизершу Робин. Робин бросает работу, и Сьюзан оставляет её в своём доме. Том уговаривает Линетт пойти на спектакль, в котором играет их психолог. Том боится высказать своё мнение об отвратительной игре, а Линетт недоумевает, почему. |            |                                                                                 |                |                                  |                  |                     |
| 126 | 15         | «Lovely» «Прелесть»                                                             | Дэвид Уорен    | Дэвид Шладвэйлер                 | 21 февраля 2010  | 10,92               |
| На вечеринке в честь возвращения Кэтрин Сьюзан знакомит всех с Робин. Серия раскрывает отношения всех домохозяек со стриптизершой. Линетт и стриптизерша. Линетт узнаёт от Робин, что её сын Паркер хотел заплатить Робин за секс. Сьюзан и стриптизерша. Робин вправляет руку и делает Майку массаж, и Сьюзан начинает ревновать. Бри и стриптизерша. Робин просит у Бри рецепт торта и даёт совет Бри, как уладить отношения с мужем. Бри решается соблазнить Орсона. Габриэль и стриптизерша. Габриэль просит Робин рассказать Анне историю, как она из-за любви лишилась своей мечты. Поговорив с Робин, Анна расстаётся с Дэнни и отправляется в Нью-Йорк, чтобы стать моделью. Робин поняла, что Габриэль её использовала, и рассказала Дэнни, почему Анна уехала. Юноша едет за ней. Кэтрин и стриптизерша. Робин предлагает Кэтрин стать её квартиранткой и рассказывает, что она лесбиянка. Кэтрин понимает, что имеет чувства к Робин. |            |                                                                                 |                |                                  |                  |                     |
| 127 | 16         | «The Chase» «Преследование»                                                     | Ларри Шоу      | Джон Парди и Джоуи Мёрфи         | 28 февраля 2010  | 10,89               |
| Селия заболела ветрянкой, и Габриэль решает перебраться на пару дней в дом Боба и Ли. Она с удовольствием отрекается от домашних обязанностей и снова ощущает вкус свободы. Габриэль узнаёт, что Боб и Ли тоже хотят завести детей, и понимает, насколько она счастлива, и спешит домой. Кэтрин фантазирует о Робин и обращается к психологу, но в итоге оказывается в постели со своей соседкой по дому. Линетт Скаво забывает отметить день рождения своей дочери и пишет на торте неправильное имя. Пенни снимает номер в мотеле на деньги Линетт. Бри замечает, что Эндрю плохо работает. Появляется приятный молодой человек по имени Сэм, который очень желает работать у неё в компании. Сьюзан практически заставляет Роя сделать предложение миссис МакЛаски. Рой злится на Сьюзан, но, когда у Карен обнаружили пятно на лёгком, он понимает, что она самое дорогое для него. Энджи боится, что Дэни, поехавший в Нью-Йорк, может выдать их. |            |                                                                                 |                |                                  |                  |                     |
| 128 | 17         | «Chromolume No. 7» «Хромолюм №7»                                                | Лонни Прайс    | Марко Пиннетти                   | 14 марта 2010    | 12,01               |
| Престон Скаво возвращается из путешествия по Европе вместе со своей невестой Ириной Косаковой. Линетт сразу заподозрила что-то неладное и решает подменить семейное обручальное кольцо. Ирина не попадается в ловушку. Сьюзан узнаёт, что Кэтрин стала лесбиянкой. Кэтрин советуется с Бобом и Ли. Бри решает сместить с поста вице-президента Эндрю и назначить Сэма. Потом она узнаёт, что Сэм — сын её первого мужа Рекса. Дэнни находит Анну и рассказывает, что Габриэль решила разлучить их. Энджи боится, что Патрик найдет их через Дэнни, и тоже отправляется в Нью-Йорк. Габриэль, получив сообщение от Анны, едет вместе с Энджи. Встретив своих знакомых, она поняла: у неё не было подруг и если бы она не согласилась на брак с Карлосом, то потеряла бы работу из-за своего характера. Энджи навещает свою мать, к которой пришёл Дэнни, и после разговора с ней та соглашается, что парню место в Фэйрвью. Но уже поздно: тот, кому нужны были сведения о местонахождении Энджи, их получил. На обратном пути Энджи рассказывает Габриэль правду о своем прошлом...                                                                        |            |                                                                                 |                |                                  |                  |                     |
| 129 | 18         | «My Two Young Men» «Мои два юноши»                                              | Дэвид Гроссман | Боб Дейли                        | 21 марта 2010    | 10,84               |
| Бри рассказывает Эндрю, что Сэм — его сводный брат. У Орсона и Эндрю зарождаются подозрения. На званый ужин приезжает Дэниэль. Эндрю и Сэм ссорятся, но Дэниэль, выпив лишнего, уже выдала Сэму все семейные секреты… Габи хочет, чтобы Хуанита выиграла ежегодный конкурс по продаже шоколадок, так как у неё нет друзей. Сьюзан желает, чтобы выиграл Эм-Джей, так как он ещё никогда не выигрывал. Между Сьюзан и Габи отношения накаляются… Миссис МакЛаски устраивает вечеринку по случаю своего выздоровления. На ней все узнают, что Кэтрин и Робин — лесбиянки. Миссис МакЛаски даёт совет Кэтрин… Кэтрин решает уехать вместе с Робин в Париж. Линетт видит Престона в спальне у Ирины. Престон решает бросить учёбу и устраивается на работу на мясокомбинат, чтобы снять квартиру. Когда Линетт оскорбляет Ирину, та выливает на неё борщ. Ирина переносит свадьбу. Ник злится на Энджи, потому что она рассказала своей матери правду. Он боится, что Патрик Логан узнает, что Дэнни не сын Ника. Тем временем Патрик узнаёт, что Энджи с Ником в Фэйрвью.                                                                                     |            |                                                                                 |                |                                  |                  |                     |
| 130 | 19         | «We All Deserve to Die» «Мы все заслуживаем смерти»                             | Ларри Шоу      | Джозен МакГиббон и Сара Парриотт | 18 апреля 2010   | 10,62               |
| Габриэль обещает Бобу и Ли свою яйцеклетку, но потом отказывается её дать, так как они увезут ребёнка, а она не сможет это перенести. Брак Боба и Ли распадается. Эндрю находит информацию, что Сэм не окончил колледж. Сэм утверждает, что бросил колледж, чтобы заботиться о ныне покойной матери. Бри увольняет Эндрю. Случилось нападение ещё на одну девушку. Убийца, который напал на Джули и убил официантку Эмили Портсмив, вновь дал о себе знать. Сьюзан узнаёт, что у Майка финансовые трудности. Майк не даёт Сьюзан расплатиться со своими долгами. Сьюзан, чтобы поддержать его, уговаривает соседей создать сантехнические проблемы и даёт им денег, чтобы повысить Майку его мужское самолюбие. Майк берёт взаймы у Карлоса. В кафе, в котором работает Дэнни, приходит мужчина и говорит, что пишет роман. Мужчина советуется с Дэнни о концовке романа. Дэнни не знает, что это Патрик Логан. Линетт узнаёт, что Ирина — брачная аферистка. Престон отменяет свадьбу. Ирина уходит из дома Скаво. Эдди, друг Паркера и Дэнни, предлагает подбросить её. Он предлагает Ирине отношения и, получив отказ, убивает её...                    |            |                                                                                 |                |                                  |                  |                     |
| 131 | 20         | «Epiphany» «Прозрение»                                                          | Дэвид Гроссман | Марк Черри                       | 25 апреля 2010   | 11,29               |
| Серия рассказывает о жизни Эдди и о его взаимоотношениях со всеми домохозяйками. Мэри Элис познакомилась с маленьким Эдди, когда его отец уходил от матери. Мэри Элис беспокоилась, что мать может причинить вред Эдди. Габриэль Солис познакомилась с Эдди, когда только переехала на Вистериа-Лейн. Габи никого не знала и ей было одиноко, как и Эдди. Бри Ван де Камп наняла уже взрослого Эдди маляром. Он рассказал, что ему нравится девушка, но он не знает, как за ней ухаживать. Бри дала ему совет, не зная, что эта девушка — её дочь. Сьюзан, увидев рисунки Эдди, помогает развить ему талант. Эдди влюбляется в Сьюзан, но узнаёт, что она снова выходит замуж за Майка. В ночь после свадьбы Эдди видит, как из дома выходит Джули. Решив, что это Сьюзан, он пытается её задушить. Линетт, пригласив Эдди к себе, видит, как с ним обращается его мать. Она испытывает муки совести за то, что ничего ей не сказала… Мать Эдди, ища выпивку, находит альбом, где Эдди хранит все газетные вырезки о совершённых им убийствах и его жертвах. Он убивает свою мать прямо перед приходом Линетт, которая приглашает его пожить в доме Скаво… |            |                                                                                 |                |                                  |                  |                     |
| 132 | 21         | «A Little Night Music» «Маленькая ночная серенада»                              | Дэвид Уорен    | Мэтт Берри                       | 2 мая 2010       | 12,12               |
| Патрик Логан — не кто иной, как террорист. Энджи была его возлюбленной. Патрик решил напасть на тех, кто вредит планете, и подговорил Энджи изготовить бомбу. Погиб человек. Энджи хотела сдаться, но была беременна. Ник, агент под прикрытием, помог ей избежать суда. Патрик сбивает Ника на машине. У Эдди появляются приступы агрессии к тем, кто не вежлив к Линетт. Габи просит у Карлоса денег. Она узнаёт, что деньги он дал в долг Майку. Сьюзан получает в наследство рояль, и Габриэль думает, что на его покупку ушли деньги. Сьюзан решает финансовые проблемы. Бри узнаёт, что мать Сэма жива. Бри боится Сэма. Энджи решает спрятать Дэнни. Линетт узнаёт, что мать Эдди исчезла… |            |                                                                                 |                |                                  |                  |                     |
| 133 | 22         | «The Ballad of Booth» «Баллада о Буте»                                          | Ларри Шоу      | Боб Дейли                        | 9 мая 2010       | 11,36               |
| Энджи в заложниках у Патрика Логана. Патрик хочет, чтобы она изготовила ещё одну бомбу. Дэнни тоже попадает в ловушку. Линетт сообщает Эдди, что его мать пропала. Габи узнаёт, что плохо готовит, и просит рецепта у Энжи. Та ей оставляет послание. Сьюзан решает собрать все деньги с должников, чтобы наладить семейный бюджет. Сэм шантажирует Бри. Он согласен молчать о преступлении, совершенном Эндрю, только если получит бизнес Бри. Линетт сообщает Эдди, что его мать найдена мёртвой. Она узнаёт, что Эдди и есть тот маньяк. |            |                                                                                 |                |                                  |                  |                     |
| 134 | 23         | «I Guess This Is Goodbye» «Думаю, настало время прощаться»                      | Дэвид Гроссман | Александра Каннингем             | 16 мая 2010      | 12,75               |
| Медсестра Тереса Прюит перед смертью решила раскрыть правду… Габриэль пытается попасть в палату к Нику. Патрик решает везти Энджи с собой. Бомбу он прячет недалеко от Дэнни. Габриэль увозит Ника, и он вновь впадает в кому. Патрик рассказывает, где он спрятал бомбу, и нажимает на кнопку, а тем временем Габи пытается освободить Дэнни. Энджи обманула Патрика, и он погибает. В конце Энджи разрешила Дэнни поехать к Анне, а сама с Ником будет дальше скрываться. Линетт рожает, а Эдди принимает роды. Линетт вызывает полицию. Орсон, возмущенный тем, что Бри не даёт Эндрю ответить за свой проступок, уходит от неё. Она решает рассказать всё Карлосу и Габи. Сьюзан решает сдать свой дом. На Вистериа-Лейн появился новый жилец, который уже жил на этой улице… |            |                                                                                 |                |                                  |                  |                     |

## Интересные факты
- В 23-м эпизоде во время родов Линетт Скаво, как и «Сикстинская Мадонна» Рафаэля, одета в красное платье и в синюю кофту (как в покрывало); позже она укутывает в эту кофту новорождённого ребёнка.